# DFS 230
El DFS 230 va ser un planador de transport dissenyat el 1933 per la Deutsche Forschungsanstalt für Segelflug (DFS - "Comissió Alemanya per al Foment del Vol en Planador"). Operat per la Luftwaffe durant la Segona Guerra Mundial. Estava destinat a operacions de transport o d'assalt aeri. A més del pilot, el DFS 230 podia transportar 9 soldats més o fins a 1.200 kg de càrrega.

## Història
L'aeronau va ser construït pel DFS. A l'octubre de 1936 es va completar un model; es va desenvolupar un prototip fins al 1937. Després de ser provat per Hanna Reitsch, aquest va entrar en producció en sèrie com el DFS 230 A-1.

## Construcció

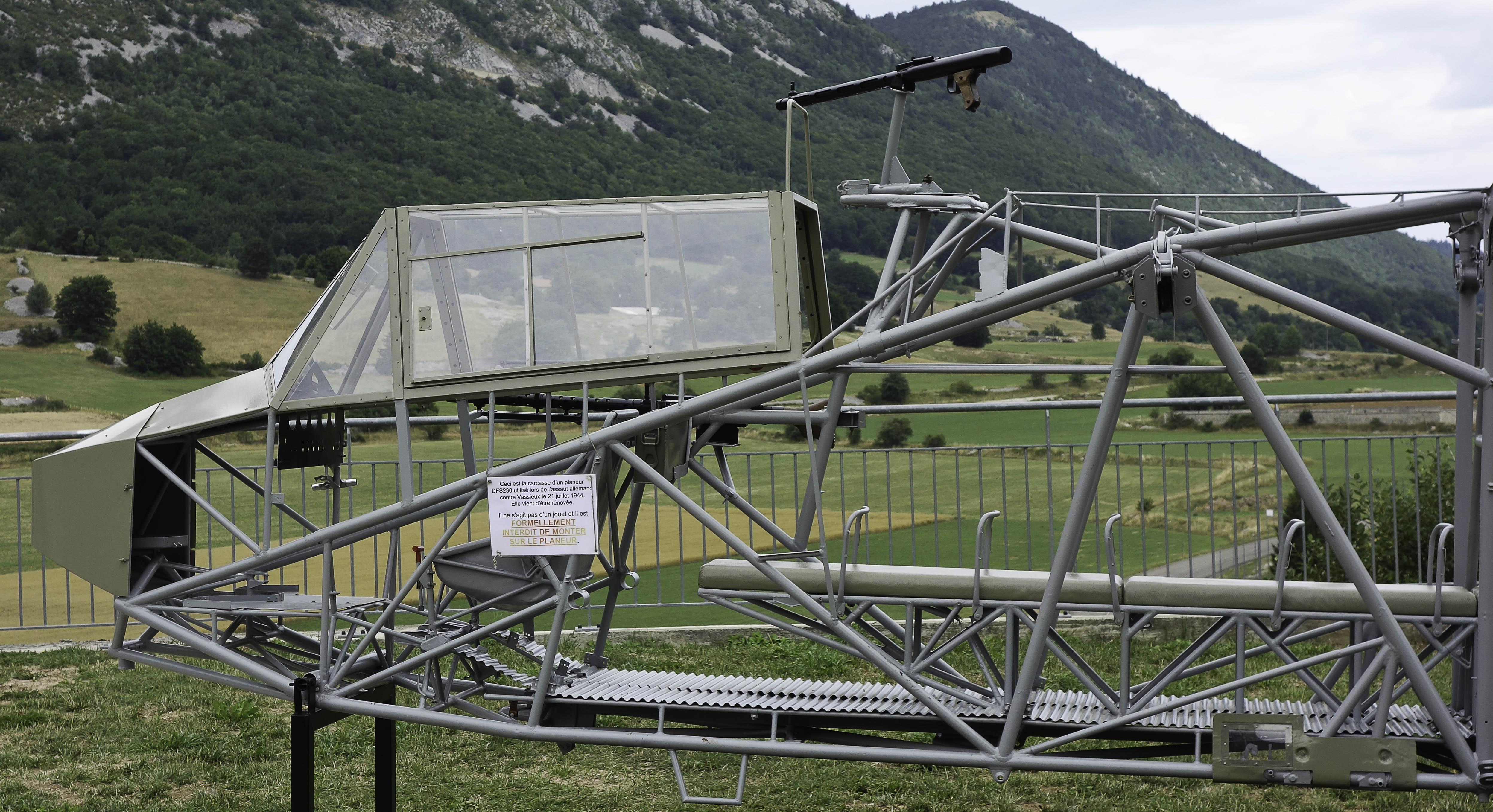
Bastidor d'un DFS 230

El DFS 230 era un monoplà d'ala alta amb la secció de fuselatge rectangular. El fuselatge consistia en un bastidor d'acer tubular soldat amb recobriment de tela. Les ales trapezoïdals d'un sol braç tenien les puntes arrodonides i estaven cobertes de contraplacat a la vora d'atac de l'ala; la part posterior estava coberta de tela. El DFS 230 tenia un tren d'aterratge que es desprenia a l'enlairament; per aterrar ho feia sobre tres patins de fusta.

## Ús operacional
Aquest nou tipus planador es va utilitzar per primera vegada el 10 de maig de 1940 en la captura del fort Eben-Emael; nou planadors van desembarcar a la fortalesa a l'alba, que es va rendir un dia després.
El desplegament més gran es va produir un any després en la invasió de l'illa mediterrània de Creta per paracaigudistes i tropes de muntanya alemanyes. Les pèrdues del DFS 230 van ser tan elevades que no es va tornar a intentar una operació d'aquesta mida.
Els planadors DFS-230 també es van utilitzar per a operacions de subministrament al nord d'Àfrica i al Front de l'Est. El setembre de 1943, es van fer servir 10 planadors en l'alliberament del dictador Benito Mussolini al Gran Sasso. Per reduir la distància d'aterratge, es va utilitzar la versió DFS 230 C-1 amb coets de frenada al fuselatge. El DFS 230 també es va utilitzar per a l'operació de desembarcament aeri a l'altiplà de la muntanya de Vercors, a prop de Grenoble, el 21 de juliol de 1944, en la lluita contra les forces de la resistència francesa. Fins a principis de febrer de 1945, els planadors van transportar subministraments per a les tropes encerclades a la batalla final a Budapest.
El Junkers Ju 52/3 o altres avions multimotor com el Dornier Do 17, Heinkel He 111 i Messerschmitt Bf 110 es van utilitzar principalment com a avions de remolc.

## Variants

DFS-230

- DFS 230 A-1: Versió inicial de producció.
- DFS 230 A-2: A-1 amb controls duals.
- DFS 230 B-1: Amb paracaigudes de frenada afegit, capaç de portar armament defensiu (metralladora MG 34).
- DFS 230 B-2: B-1 amb controls duals.
- DFS 230 C-1: Darrera versió de producció, B-1 amb coets frontals de frenada.
- DFS 230 D-1: Un prototip (DFS 230 V6), C-1 amb coets de frenada millorats.
- DFS 230 F-1: Un prototip (DFS 230 V7, DV + AV), versió més gran amb capacitat per a 15 soldats.